# Mouly Surya
Mouly Surya   (Jakarta, 10 de setembre de 1980) és una directora de cinema i guionista indonèsia.
Començant la seva carrera com a ajudant de direcció i guionista en produccions cinematogràfiques locals, Surya va assolir protagonisme el 2008 pel seu debut com a directora en el thriller psicològic Fiksi., que li va valer el premi Citra a la millor direcció. Va guanyar un segon premi a la millor direcció als 38ns premis Citra per a Marlina Si Pembunuh dalam Empat Babak deu anys després de guanyar-ne el primer. És la primera dona directora que guanya el premi.